# Sandra Bingenheimer
Sandra Bingenheimer (Tauberbischofsheim, 3 giugno 1987) è una schermitrice tedesca, specializzata nel fioretto.

## Biografia
Ha conquistato una medaglia d'argento nei campionati europei di scherma di Lipsia del 2010 nella gara di fioretto a squadre.

## Palmarès
In carriera ha conseguito i seguenti risultati:
- Europei di scherma

Lipsia 2010: argento nel fioretto a squadre.
Sheffield 2011: bronzo nel fioretto a squadre.